# Камйонкі (Гіжицький повіт)
Камйонкі (пол. Kamionki, нім. Steintal) — село в Польщі, у гміні Ґіжицько Гіжицького повіту Вармінсько-Мазурського воєводства.
Населення — 213 осіб (2011).
У 1975-1998 роках село належало до Сувальського воєводства.

## Демографія
Демографічна структура станом на 31 березня 2011 року:
|          | Загалом | Допрацездатний вік | Працездатний вік | Постпрацездатний вік |
| -------- | ------- | ------------------ | ---------------- | -------------------- |
| Чоловіки | 116     | 26                 | 81               | 9                    |
| Жінки    | 97      | 18                 | 67               | 12                   |
| Разом    | 213     | 44                 | 148              | 21                   |